# NGC 923
NGC 923 (również PGC 9355 lub UGC 1915) – galaktyka spiralna (Sb), znajdująca się w gwiazdozbiorze Andromedy. Odkrył ją Édouard Jean-Marie Stephan 30 października 1878 roku.